# Melanostomias biseriatus
Melanostomias biseriatus és una espècie de peix de la família dels estòmids i de l'ordre dels estomiformes.

## Morfologia
- Els mascles poden assolir 25 cm de longitud total.[3][4]

## Hàbitat
És un peix marí i d'aigües profundes que viu entre 620-760 m de fondària.

## Distribució geogràfica
Es troba a l'Atlàntic oriental (des del Marroc fins al Sàhara Occidental i el Camerun) i l'Atlàntic occidental (des dels Estats Units fins a les Bahames, i des de Veneçuela fins al Brasil).